# Cupa UEFA 1973-1974
Cupa UEFA 1973–74 a fost câștigată de Feyenoord Rotterdam după ce a bătut-o pe Tottenham Hotspur cu 4–2.

## Prima rundă
| Echipa #1               | Total  | Echipa #2                    | Tur | Retur |
| ----------------------- | ------ | ---------------------------- | --- | ----- |
| Fredrikstad F.K.        | 0–5    | FC Dynamo Kyiv               | 0–1 | 0–4   |
| Ruch Chorzow            | 8–6    | Wuppertaler SV               | 4–1 | 4–5   |
| Boldklubben 1903        | 3–2    | AIK                          | 2–1 | 1–1   |
| FC Carl Zeiss Jena      | 6–0    | Mikkelin Palloilijat         | 3–0 | 3–0   |
| Strømsgodset IF         | 2–7    | Leeds United F.C.            | 1–1 | 1–6   |
| Östers IF               | 2–5    | Feyenoord Rotterdam          | 1–3 | 1–2   |
| Hibernian F.C.          | 3–1    | ÍBK Keflavík                 | 2–0 | 1–1   |
| OGC Nice                | 3–2    | FC Barcelona                 | 3–0 | 0–2   |
| Fortuna Düsseldorf      | 3–2    | Naestved IF                  | 1–0 | 2–2   |
| Grasshopper-Club Zurich | 2–9    | Tottenham Hotspur F.C.       | 1–5 | 1–4   |
| Aberdeen F.C.           | 7–2    | Finn Harps F.C.              | 4–1 | 3–1   |
| Dundee F.C.             | 3–7    | FC Twente                    | 1–3 | 2–4   |
| RCD Espanyol            | 2–4    | R.W.D. Molenbeek             | 0–3 | 2–1   |
| CF Os Belenenses        | 1–4    | Wolverhampton Wanderers F.C. | 0–2 | 1–2   |
| Union Luxembourg        | 1–12   | Olympique Marseille          | 0–5 | 1–7   |
| Vitória FC              | 4–0    | Beerschot VAV                | 2–0 | 2–0   |
| Ipswich Town            | 1–0    | Real Madrid                  | 1–0 | 0–0   |
| Lazio                   | 4–3    | Sion                         | 3–0 | 1–3   |
| Sliema Wanderers F.C.   | 0–3    | PFC Lokomotiv Plovdiv        | 0–2 | 0–1   |
| Fiorentina              | 0–1    | Universitatea Craiova        | 0–0 | 0–1   |
| Ferencvarosi TC         | 1–3    | Gwardia Warszawa             | 0–1 | 1–2   |
| VfB Stuttgart           | 13–0   | Olympiakos Nicosia           | 9–0 | 4–0   |
| FC Tatran Prešov        | 5–3    | Velež Mostar                 | 4–2 | 1–1   |
| FC Dinamo Tbilisi       | 4–3    | PFC Slavia Sofia             | 4–1 | 0–2   |
| Panathinaikos           | 2–2(a) | OFK Beograd                  | 1–2 | 1–0   |
| FC Admira/Wacker        | (a)2–2 | Internazionale               | 1–0 | 1–2   |
| Fenerbahce              | 6–2    | FC Arges Pitesti             | 5–1 | 1–1   |
| FC Košice               | 3–5    | Budapest Honvéd FC           | 1–0 | 2–5   |
| Torino                  | 2–4    | Lokomotive Leipzig           | 1–2 | 1–2   |
| Eskisehirspor           | 0–2    | 1. FC Köln                   | 0–0 | 0–2   |
| Panachaiki              | 3–1    | Grazer AK                    | 2–1 | 1–0   |
| Ards F.C.               | 4–8    | Standard Liège               | 3–2 | 1–6   |

### Tur
| Lazio                              | 3 – 0 | Sion |
| ---------------------------------- | ----- | ---- |
| Chinaglia 2' 22' (pen.) 38' (pen.) |       |      |

| Fiorentina | 0 – 0 | Universitatea Craiova |
| ---------- | ----- | --------------------- |
|            |       |                       |

| FC Admira/Wacker | 1 – 0 | Internazionale |
| ---------------- | ----- | -------------- |
| Swojanowsky 7'   |       |                |

| Torino  | 1 – 2 | Lokomotive Leipzig  |
| ------- | ----- | ------------------- |
| Bui 50' |       | Löwe 66' Köditz 77' |

### Retur
| Sion                      | 3 – 1 | Lazio            |
| ------------------------- | ----- | ---------------- |
| Isoz 14' 90' Barberis 57' |       | Garlaschelli 10' |

Lazio a câștigat 4–3 la general.
| Universitatea Craiova | 1 – 0 | Fiorentina |
| --------------------- | ----- | ---------- |
| Oblemenco 89'         |       |            |

Universitatea Craiova a câștigat 1–0 la general.
| Internazionale          | 2 – 1 (a.e.t.) | FC Admira/Wacker  |
| ----------------------- | -------------- | ----------------- |
| Moro 55' Boninsegna 92' |                | Kaltenbrunner 96' |

Internazionale 2–2 FC Admira/Wacker la general. FC Admira/Wacker a câștigat on away goals rule.
| Lokomotive Leipzig             | 2 – 1 | Torino   |
| ------------------------------ | ----- | -------- |
| Lisiewicz 8' Matoul 45' (pen.) |       | Sala 55' |

Lokomotive Leipzig a câștigat 4–2 la general.

## Runda a doua
| Echipa #1             | Total  | Echipa #2                    | Tur | Retur    |
| --------------------- | ------ | ---------------------------- | --- | -------- |
| FC Admira/Wacker      | 2–4    | Fortuna Düsseldorf           | 2–1 | 0–3      |
| Aberdeen F.C.         | 2–5    | Tottenham Hotspur F.C.       | 1–1 | 1–4      |
| FC Dinamo Tbilisi     | 8–1    | OFK Beograd                  | 3–0 | 5–1      |
| OGC Nice              | 4–2    | Fenerbahce                   | 4–0 | 0–2      |
| Lokomotive Leipzig    | (a)4–4 | Wolverhampton Wanderers F.C. | 3–0 | 1–4      |
| Panachaiki            | 1–8    | FC Twente                    | 1–1 | 0–7      |
| Vitória FC            | (a)2–2 | R.W.D. Molenbeek             | 1–0 | 1–2      |
| Olympique Marseille   | 2–6    | 1. FC Köln                   | 2–0 | 0–6      |
| Ipswich Town          | 6–4    | Lazio                        | 4–0 | 2–4      |
| FC Dynamo Kyiv        | 3–1    | Boldklubben 1903             | 1–0 | 2–1      |
| PFC Lokomotiv Plovdiv | 5–7    | Budapest Honvéd FC           | 3–4 | 2–3      |
| Ruch Chorzow          | 3–1    | FC Carl Zeiss Jena           | 3–0 | 0–1      |
| VfB Stuttgart         | 8–4    | FC Tatran Prešov             | 3–1 | 5–3(aet) |
| Leeds United F.C.     | (p)0–0 | Hibernian F.C.               | 0–0 | 0–0      |
| Feyenoord Rotterdam   | 3–2    | Gwardia Warszawa             | 3–1 | 0–1      |
| Standard Liège        | 3–1    | Universitatea Craiova        | 2–0 | 1–1      |

### Primul tur
| Ipswich Town            | 4 – 0 | Lazio |
| ----------------------- | ----- | ----- |
| Whymark 16' 42' 47' 56' |       |       |

### Turul doi
| Lazio                                        | 4 – 2 | Ipswich Town            |
| -------------------------------------------- | ----- | ----------------------- |
| Garlaschelli 1' Chinaglia 26' 83' (pen.) 86' |       | Viljoen 70' Johnson 90' |

Ipswich Town a câștigat 6–4 la general.

## Runda a treia
| Echipa #1          | Total  | Echipa #2              | Tur | Retur |
| ------------------ | ------ | ---------------------- | --- | ----- |
| FC Dynamo Kyiv     | 2–3    | VfB Stuttgart          | 2–0 | 0–3   |
| FC Dinamo Tbilisi  | 2–6    | Tottenham Hotspur F.C. | 1–1 | 1–5   |
| Ipswich Town       | 3–1    | FC Twente              | 1–0 | 2–1   |
| Budapest Honvéd FC | 2–5    | Ruch Chorzow           | 2–0 | 0–5   |
| Leeds United F.C.  | 2–3    | Vitória FC             | 1–0 | 1–3   |
| Fortuna Düsseldorf | 2–4    | Lokomotive Leipzig     | 2–1 | 0–3   |
| OGC Nice           | 1–4    | 1. FC Köln             | 1–0 | 0–4   |
| Standard Liège     | 3–3(a) | Feyenoord Rotterdam    | 3–1 | 0–2   |

## Sferturi de finală
| Echipa #1     | Total  | Echipa #2              | Tur | Retur    |
| ------------- | ------ | ---------------------- | --- | -------- |
| Ipswich Town  | 1–1(p) | Lokomotive Leipzig     | 1–0 | 0–1      |
| 1. FC Köln    | 1–5    | Tottenham Hotspur F.C. | 1–2 | 0–3      |
| VfB Stuttgart | 3–2    | Vitória FC             | 1–0 | 2–2      |
| Ruch Chorzow  | 2–4    | Feyenoord Rotterdam    | 1–1 | 1–3(d.p) |

## Semi-finale
| Echipa #1           | Total | Echipa #2              | Tur | Retur |
| ------------------- | ----- | ---------------------- | --- | ----- |
| Lokomotive Leipzig  | 1–4   | Tottenham Hotspur F.C. | 1–2 | 0–2   |
| Feyenoord Rotterdam | 4–3   | VfB Stuttgart          | 2–1 | 2–2   |

## Finală
| Echipa #1 | Total | Echipa #2 | Tur | Retur |
| --------- | ----- | --------- | --- | ----- |
| Tottenham | 2–4   | Feyenoord | 2–2 | 0–2   |